# 関西採炭松浦炭坑専用鉄道1号形蒸気機関車
1号形は、関西採炭株式会社が長崎県の松浦炭坑専用鉄道で使用するために導入した、タンク式蒸気機関車である。なお、この呼称は、同社では機関車に形式称号を付与していなかったため、便宜的に付したものである。

## 概要
関西採炭が松浦炭坑で産出する石炭を運搬するため、世知原 - 佐々（小浦）間に敷設した専用鉄道で使用するため、ジェームス・モリソン商会を通じて2両を入手した、1896年（明治29年）英国W・G・バグナル製の車軸配置0-4-0(B)、単式2気筒飽和式の逆サドルタンク(inverted saddle tank)機関車（製造番号 1499, 1500）である。逆サドルタンクとは、メーカーのバグナル独特の様式で、水槽を鞍形にしてボイラー上に載せるサドルタンク機とは逆に、ボイラーの下部を覆うように水槽を設置したものであり、本形式では運転台から離して煙室下部も覆っており、その中に蒸気管や排気管を通して給水温め器と同様の効果を持たせるとともに、ボイラー受台を兼ねていた。運転台の前部にはタンク状の張り出しが設けられているが、これは炭庫であった。バグナルは、この様式の機関車を多数製造しているが、日本に来着したのは、本形式のみであった。
2両は、ただちに1, 2と付番されたと推定されている。両機にはそれぞれ「AUGUSTA」「BEATRICE」という愛称が付され、水槽の側面に金属製のプレートが貼付されていた。この愛称には特に意味はなく、2両であったことからそれぞれのイニシャルをA, Bとした、メーカー若しくは取り扱い商社の粋な計らいであったようである。
その後、経営者は1902年（明治35年）に関西採炭から松浦炭砿合資会社に変わり、1932年（昭和7年）頃には岡本彦馬の経営となっていた。この専用鉄道は、1933年（昭和8年）8月16日付けで佐世保鉄道に買収されて世知原線となり、本形式も同社の籍を得ることになった。同社では原番号の頭に1を加えて11, 12としたが、1936年（昭和11年）10月に国有化されたため、本形式も鉄道省籍に編入され、書類上ケ97形（ケ97, ケ98）と改番されたが、現車はそのまま放置されていたようである。
1938年（昭和13年）11月に両機とも廃車され、ケ97は旧上佐世保機関庫の据付ボイラーとなったが、ケ98は帝室林野局の芦別森林鉄道（1947年以降は、札幌営林局上芦別営林署）に移り、鉄道省釧路工場で更新のうえ、煙突をダイヤモンド形に替え、17として1941年（昭和16年）3月から使用された。同機は、1942年（昭和17年）6月に煙突先端部をバルーン形に、1943年（昭和18年）7月には砂箱を大形のものに交換して蒸気ドームと一体化している。また、同年には、20に改番され、1949年（昭和27年）にはB17に再改番されている。1946年（昭和21年）7月には、水槽の水漏れがひどくなってきたことから、2軸の炭水車を新造して連結している。この機関車は、1953年（昭和28年）から翌年頃まで使用された。

## 主要諸元
- 全長：4,747mm
- 全高：2,750mm
- 軌間：762mm
- 車軸配置：0-4-0(B)
- 動輪直径：610mm
- 弁装置：スチーブンソン式
- シリンダー（直径×行程）：180mm×305mm
- ボイラー圧力：8.5kg/cm2
- 火格子面積：0.27m2
- 全伝熱面積：12.0m2
- 機関車運転整備重量：8.0t
- 機関車動輪上重量（運転整備時）：8.0t
- 水タンク容量：0.66m3
- 燃料積載量：0.21t
- 機関車性能
  - シリンダ引張力：1,170kg
- ブレーキ方式：手ブレーキ